# مرينا

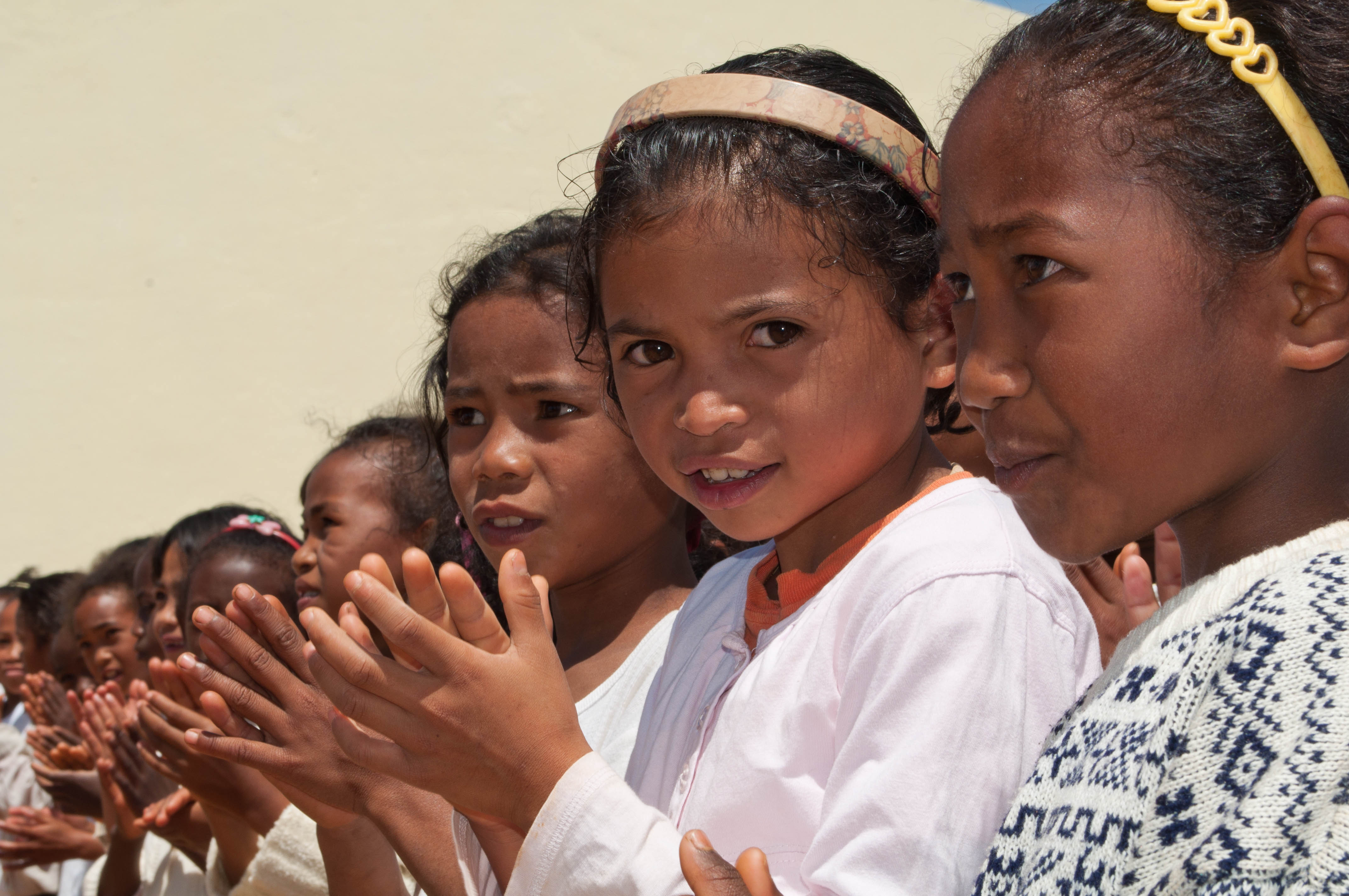

شعب ميرينا (بالإنجليزية: Merina people)  (المعروف أيضًا باسم إيميرينا أو أنتيميرينا أو هوفا) أكبر مجموعة إثنية في مدغشقر. هم المجموعة الإثنية الملغاشية المعروفة باسم «قاطني المرتفعات» في الجزيرة الإفريقية وواحدة من أصل ثماني عشرة مجموعة إثنية رسمية في البلاد. أصولهم مختلطة بصورة رئيسية مع شعب الملايو-الإندونيسيين الذي وصل قبل القرن الخامس الميلادي، ثم بعد ذلك بعدة قرون مع العرب والأفارقة والمجموعات الإثنية الأخرى. يتحدثون لهجة ميرينا للغة الملغاشية الرسمية في مدغشقر. 
يقع أشيع أماكن وجود سكان ميرينا في وسط الجزيرة (إقليم أنتاناناريفو السابق). في بداية أواخر القرن الثامن عشر، وسّع ملوك ميرينا المنطقة السياسية الواقعة تحت سيطرتهم من العاصمة الداخلية إلى الخارج في الجزيرة، مع مساعدة الملك راداما الأول في النهاية على توحيد الجزيرة تحت حكمه. خاض الفرنسيون حربين مع شعب ميرينا بين عامي 1883-1885 وفي عام 1895، واستعمروا مدغشقر في 1895–1896 وألغوا مَلَكَية ميرينا عام 1897.
بحلول القرن الثامن عشر، أنشأ شعب ميرنا بنية تحتية مبتكرة ومدروسة للري، ومزارع أَرُزّ عالية الإنتاج في الهضاب العليا في مدغشقر. كان شعب ميرينا متدرج اجتماعيًا بوجود طوائف إثنية هرمية تتوارث المهن وتعتمد زواج الأقارب، بالإضافة إلى أن ملكة أو اثنتين كانتا من ضمن ملوك شعب ميرينا البارزين ممّن خدموا فترة طويلة.

## الديانة
رحّب الملك راداما الأول بالمبشرين المسيحيين لنشر الرسالة في مدغشقر في مطلع القرن التاسع عشر. وكان نبلاء ميرينا أول من اعتنق المسيحية. أسست جمعية لندن التبشيرية العديد من البعثات على طول ساحل مدغشقر في عشرينيات القرن التاسع عشر. بالنسبة لمن اعتنق المسيحية، قُدِّمت لهم منح دراسية في لندن وبعثات التلمذة الصناعية في مانشستر.
نتيجة تأثير المبشرين البريطانيين، اعتنقت كامل الطبقات العليا لشعب ميرينا البروتستانتية في منتصف القرن التاسع عشر متّبعين خطو ملكتهم رانافالونا الثانية. أدّى الانتشار المبكر للبروتستانتية بين نخبة الميرينا لنشوء درجة من التمييز الطبقي والعرقي بين أصحاب المهن المسيحيين. كان الفرنسيون يفضلون المترجمين الكاثوليك والرقيق السابقين لشعب ميرينا ممّن اعتنقوا الكاثوليكية. بينما كانت الطبقة الحاكمة والنبيلة بروتستانتية. حاول النبلاء التدخل بطرد بعثات مسيحية معينة. وقد أدت هذه الديناميكية في نهاية المطاف إلى خلق انقسامات طائفية في التركيبة السكانية المعاصرة.